# Punta de Teno

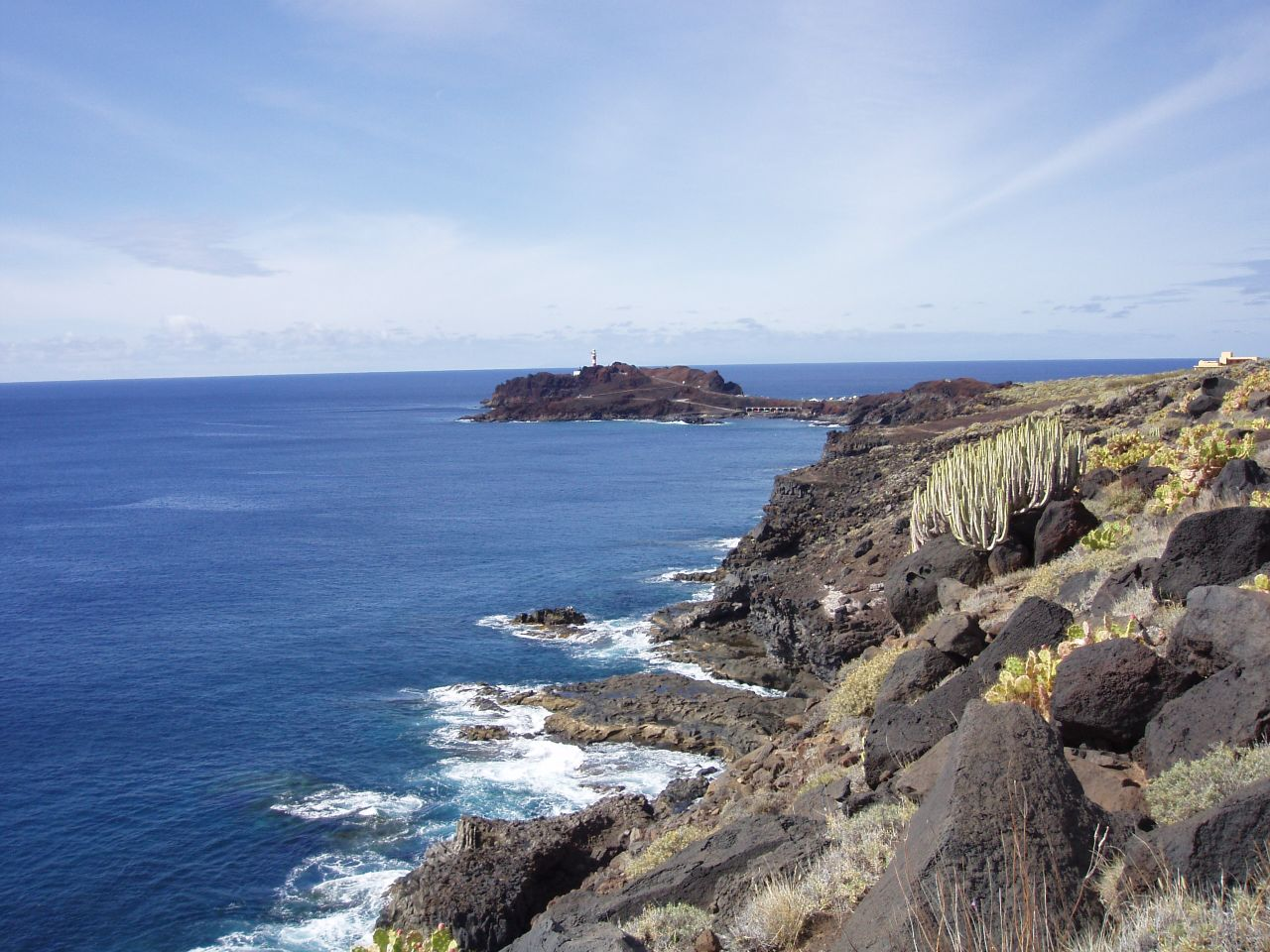
Punta de Teno

La Punta de Teno constitueix l'extrem nord-occidental de l'illa de Tenerife. Es tracta d'una llengua de terra que s'endinsa en el mar. Està ubicada al municipi de Buenavista del Norte. En aquesta punta hi ha el far de la Punta de Teno.